# Бен Менделсон
Пол Бенџамин „Бен” Менделсон (енгл. Paul Benjamin Mendelsohn; 3. април 1969) аустралијски је глумац, познат улогама бројних негативаца на филму. Имао је истакнуте улоге у филмовима: Царство животиња, Убиј их нежно, Кућа иза борова, последњи део Бетмен франшизе, као и Одметник 1: прича Ратова звезда. За своју улогу у телевизијској серији Крвна линија номинован је са неколико престижних награда. У 2016. години освојио је награду Прајмтајм Еми, управо за ову серију.

## Каријера
Прославио се у Аустралији улогом у драми Година када ми је глас пукао (1987), док се на међународној сцени прославио улогом у криминалистичкој драми Царство животиња (2010).
Од тада је имао улоге у филмовима као што су Успон мрачног витеза (2012), Унапређење (2013), Шетња по Мисисипију (2015), Одметник 1: прича Ратова звезда (2016), Најмрачнији час (2017) и адаптацији романа Играч број 1 (2018), у режији Стивена Спилберга. У 2017. години придружио се Марвеловом филмском универзуму као Талос и појавио се у филмовима Капетан Марвел (2019) и Спајдермен: Далеко од куће (2019), као и у серији Тајна инвазија (2023).
Менделсон је глумио у Нетфликсовој серији Крвна линија (2015—2017), за коју је освојио награду Прајмтајм Еми за изванредну споредну улогу у драмској серији, са две номинације и такође је добио номинацију за Златни глобус.